# Jacob Brown
Jacob Jennings Brown (Contea di Bucks, 9 maggio 1775 – Washington, 24 febbraio 1828) è stato un generale statunitense, ufficiale dell'United States Army durante la guerra del 1812.
Nel 1821 per via dei suoi meriti fu nominato Comandante generale dell'esercito statunitense, carica che mantenne fino alla sua morte.

## Biografia

### Guerra del 1812
Quando iniziò la guerra del 1812, Brown era brigadiere generale della milizia di New York, già nominato a quel rango nel 1811. Benché contrario a quella guerra, organizzò le difese nella regione dei Grandi Laghi. Il 29 maggio 1813, le truppe guidate da Brown sconfissero gli inglesi nella seconda battaglia del porto di Sacket. Come risultato delle sue azioni, fu assegnato con lo stesso grado all'esercito regolare.
Successivamente, il suo esercito sconfisse l'esercito britannico nella battaglia di Chippawa. Fu ferito due volte durante la battaglia di Lundy's Lane, uno dei più sanguinosi teatri della guerra per entrambe le parti. La sua ultima battaglia fu l'assedio e la conquista di Fort Erie nel 1814, che portò alla vittoria americana. I suoi successi lo resero un eroe nazionale in quello che erano  gli USA (nord-occidentali) in quel momento. Per esprimere il suo apprezzamento, il Congresso conferì a Brown la medaglia d'oro del Congresso il 3 novembre 1814. Il generale Brown è stato il 24 americano a ricevere la Medaglia d'Oro del Congresso.